# John Mullarkey
John Ó Maoilearca (né le 28 octobre 1965) est un universitaire, écrivain, professeur de cinéma et de philosophie irlandais. Ses domaines de recherche et d'enseignement incluent la philosophie continentale ; les animaux à l’écran ; François Laruelle et la philosophie non standard, ; Gilles Deleuze ; Henri Bergson, ; Alain Badiou; Michel Henry ; la philosophie française contemporaine et la philosophie des diagrammes.,,,

## Formation
Mullarkey a obtenu une licence en anglais et en philosophie (1984-1987) ainsi qu’une maîtrise de recherches en philosophie (1987-1989) à l'University College, Dublin. Il reçoit son doctorat en philosophie de l’Université de Warwick en 1993. Il obtient par la suite un certificat d'études en enseignement supérieur (1994-1996) et une maîtrise en études cinématographiques et médiatiques à l'Université de Sunderland (2002-2004),.

## Carrière
Il fut professeur de philosophie et de théorie du cinéma à l'Université de Sunderland en Angleterre et à l'Université de Dundee en Écosse. En 2010, il devient professeur d’études cinématographiques et de télévisuelles à l'Université de Kingston de Londres où il fut chef d'Unité de Recherche Pratique (2011-2014) et directeur de recherche à l'École d'études de la performance et de l'écran (2016-2017). Il est rédacteur en chef de la revue Film-Philosophy et président de la Society for European Philosophy.